# Чкаловское (Приморский край)
Чка́ловское — село в Спасском районе Приморского края. Административный центр Чкаловского сельского поселения.

## География
Село Чкаловское расположено западнее железной дороги Хабаровск — Владивосток.
Автомобильная дорога к селу Чкаловское идёт через станцию Свиягино, отходит на запад от автотрассы «Уссури» между посёлком Кировский и городом Спасск-Дальний, до которого (на юг по автотрассе «Уссури») около 40 км.
На север от села Чкаловское идёт дорога к селу Зеленодольское.

## История
Основано в 1892 году. До 1939 года село носило название Зеньковка. В 1939—1963 годах Чкаловское было административным центром Чкаловского района.

## Население
| 1897  | 1898  | 1910  | 1915  | 1923  | 1926  | 1959  |
| ----- | ----- | ----- | ----- | ----- | ----- | ----- |
| 894   | ↗1014 | ↗1866 | ↗3485 | ↘2827 | ↘2789 | ↘2582 |
| 1970  | 1979  | 2002  | 2010  | 2021  |       |       |
| ↗2600 | ↗3003 | ↗3694 | ↗3828 | ↘2032 |       |       |

## Улицы
| - ул. Бойко, - ул. Верченко, - ул. Вокзальная, - ул. Заозёрная, - ул. Ленина, - ул. Маяковского, - ул. Набережная, - ул. Пограничная, - ул. Пожарского, - ул. Терешкевича, | - пер. Железнодорожный, - пер. Заречный, - пер. Колхозный, - пер. Комсомольский, - пер. Овражный, - пер. Октябрьский, - пер. Партизанский, - пер. Первомайский, - пер. Советский, - пер. Торговый. |

## Известные уроженцы
- Ромас, Прокофий Митрофанович (1918—2005) — советский военный деятель, полковник, Герой Советского Союза.
- Терешкевич, Сергей Григорьевич (1910—1944) — советский военнослужащий, старший лейтенант, Герой Советского Союза.